# Lost Gravity
Lost Gravity in Walibi Holland (Biddinghuizen, Flevoland, Niederlande) ist eine Stahlachterbahn des Herstellers Mack Rides, die am 26. März 2016 als Prototyp des Modells BigDipper eröffnet wurde.

## Die Fahrt
Die Wagen werden per Kettenlifthill in eine Höhe von 32 m gezogen und erreichen eine Höchstgeschwindigkeit von 87 km/h. Auf der Strecke wurden außerdem zwei Inversionen verbaut: einen Dive Drop, sowie eine Zero-g-Roll. Weiterhin gibt es während der Fahrt Feuer- und Wassereffekte.

## Wagen
Lost Gravity besitzt vier einzelne Wagen. In jedem Wagen können acht Personen (zwei Reihen à vier Personen) Platz nehmen.

## Fotos

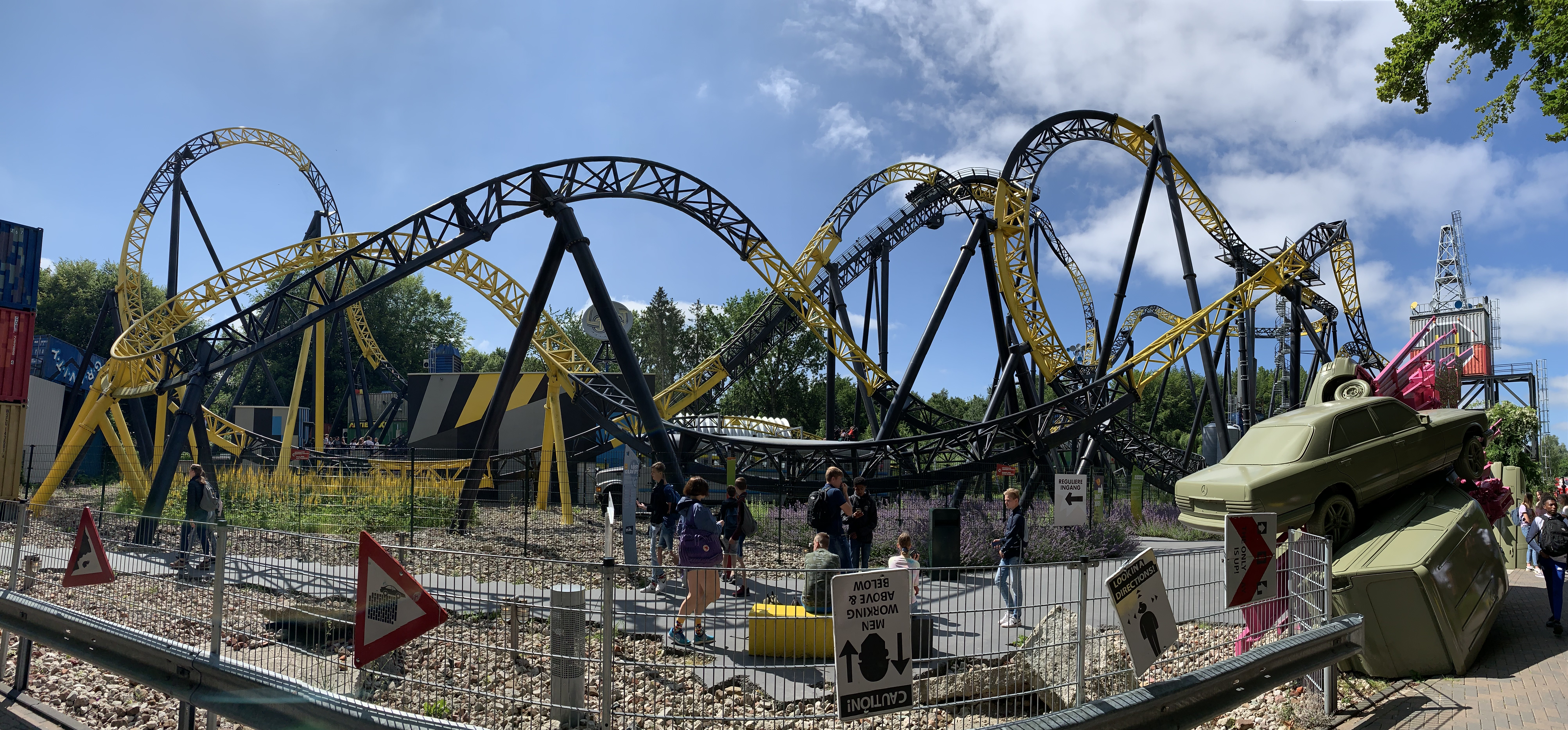
Panoramaansicht Lost Gravity
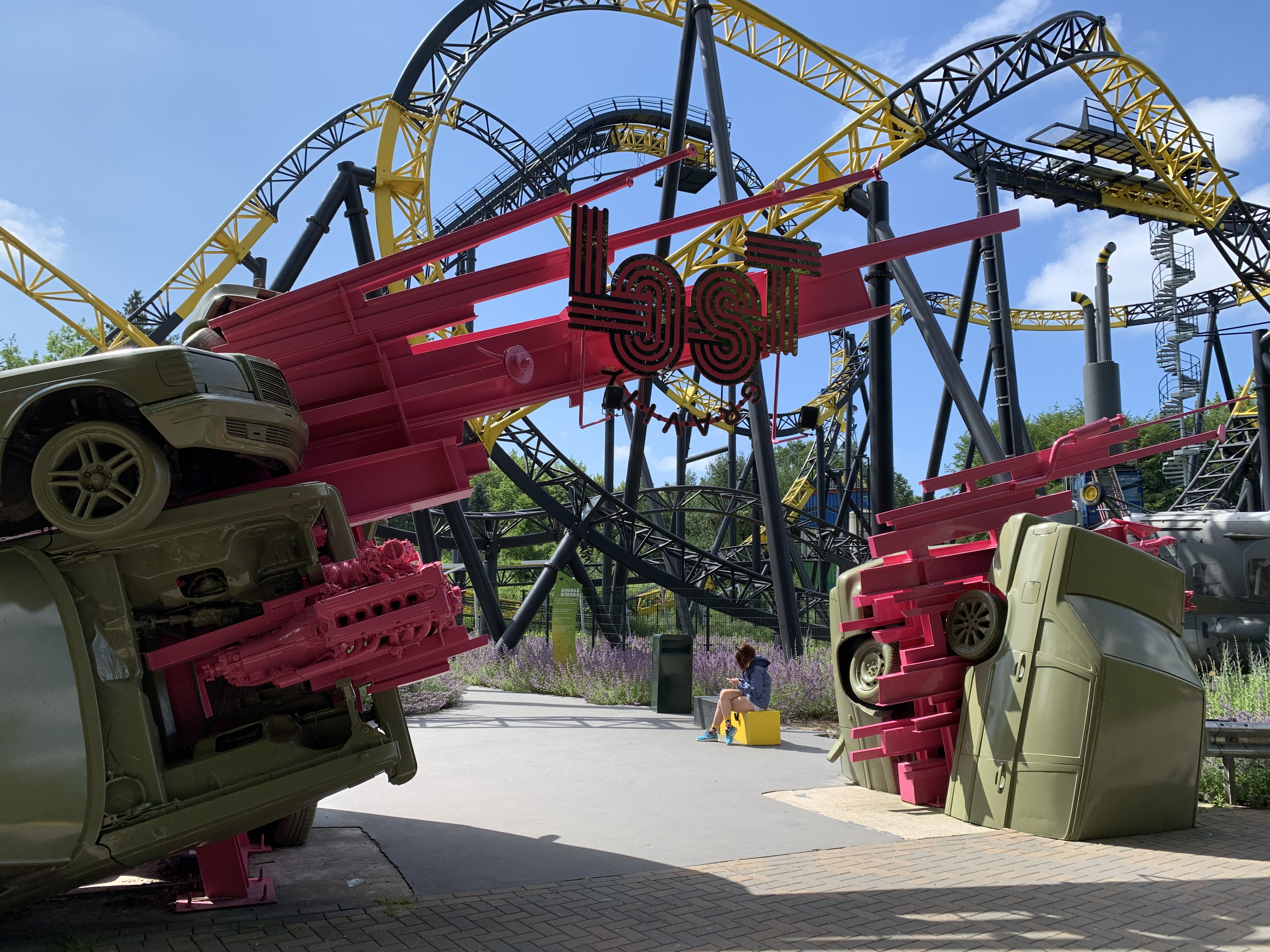
Eingang von Lost Gravity mit Thematisierung
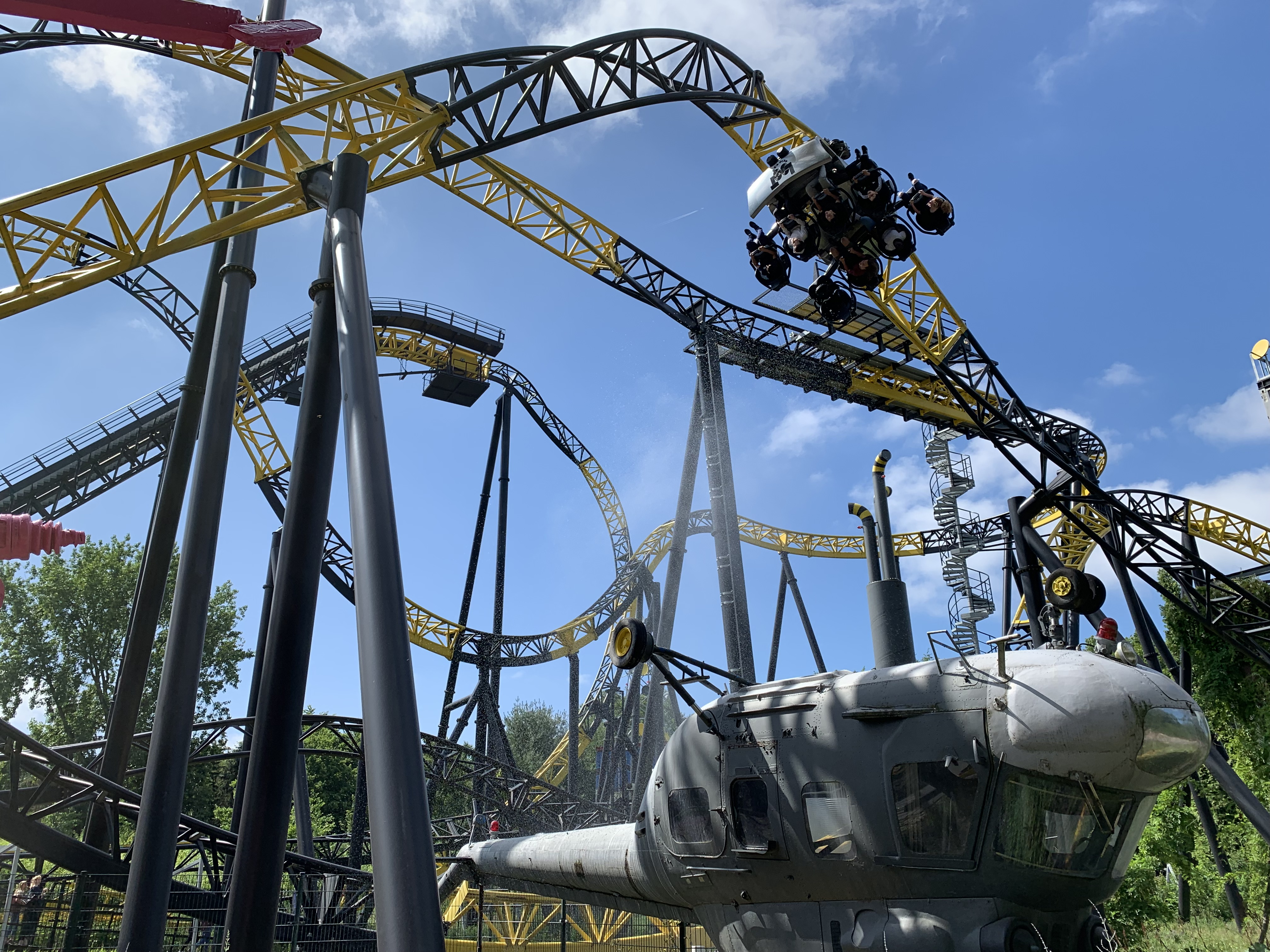
Inversion mit fahrendem Zug